# Sardegna Uno
Sardegna Uno est une chaîne de télévision régionale privée italienne émettant en Sardaigne. Elle est diffusée par câble et voie hertzienne (télévision numérique terrestre) sur l'ensemble du territoire sarde et peut également être reçue dans toute l'Europe et en Afrique du Nord par satellite (Hot Bird). Sa grille des programmes est dominée par des émissions de proximité, des informations, du divertissement et des programmes traitant de la culture et du folklore sardes. Une partie des programmes est fournie par le groupe 7 Gold, suivant le principe de la syndication.

## Historique
La chaîne naît en 1984 à l'initiative de Paolo Ragazzo. Baptisée à ses débuts Sardegna 1 TV, elle est une des toutes premières chaînes de télévision sardes (la voie ayant été ouverte par Videolina en 1975). En 1986, elle fusionne avec une autre chaîne régionale privée, Tele Sardinia, fondée un peu plus tôt par Sergio Zuncheddu : la nouvelle entité prend alors le nom de Sardegna Uno, qu'elle conserve aujourd'hui. Un premier journal télévisé est diffusé le 7 janvier 1987. Présenté par Sandro Angioni, il rassemble une équipe de journalistes, chroniqueurs et techniciens parmi lesquels Maria Luisa Busi, Ignazio Artizzu, Giacomo Serreli, Cesare Corda, Vera Coppa, Gianni Zanata, Angelo Fancello, Augusto Ditel, Roberto Petretto, Puppo Gorini, Nicola Scano et Fiorella Ferruzzi.
De 1988 à 1996 Sardegna Uno est affiliée au groupe Odeon TV, qui fournit du contenu à la chaîne suivant le principe de la syndication. En 1988, Antonio Costantino est placé à la tête de la chaîne. Les équipes sont restructurées et la grille des programmes, modifiée. Dix ans plus tard, la chaîne passe sous la direction de Sandro Angioni qui donne une nouvelle impulsion à l'information (journaux télévisés plus complets et plus nombreux) et au sport. De nombreux journalistes collaborent aux émissions de Sardegna Uno : Gianni Zanata, Mario Cabasino, Massimiliano Rais, Marco La Picca, Carlo Manca, Piersandro Pillonca, Stefano Lai, Stefania De Michele, Andrea Sanjust et Giuseppe Giuliani... sans oublier des correspondants dans les principales localités sardes : Sandra Sanna (à Sassari), Martine Frey (à Olbia) et Paolo Desogus (à Oristano).
Le 8 août 1998, Sardegna Uno franchit un pas important en devenant, à la suite d'un accord signé avec Eutelsat, la première chaîne de télévision régionale italienne à être reprise en clair par satellite : diffusée par le satellite Hot Bird (à 13° est), elle couvre désormais la totalité du continent européen, une partie du Moyen-Orient et de l'Afrique du Nord.
En 2004, la chaîne est reprise en main par Giorgio Mazzella. Les changements ne sont pas seulement en termes de contenus, mais aussi en termes de technologie, avec le passage de Sardegna Uno au numérique terrestre. La grille des programmes, toujours axée sur l'information et le divertissement, laisse une plus grande place à la culture traditionnelle et au folklore insulaire.
Le 21 août 2006, un accord est conclu avec le groupe 7 Gold pour la reprise de certains programmes en syndication.

## Programmes
La grille des programmes de Sardegna Uno accorde une place importante à l'information et au divertissement. L'information régionale, nationale et internationale est développée dans les différentes éditions du journal télévisé ou Telegiornale (TG). Elle se décline en quatre grands blocs : édition du matin (6 heures), reprise en boucle tous les quarts d'heures jusqu'à 8 heures, édition du midi (13 heures), multidiffusée jusqu'à 15 heures, édition du soir (19 heures), reprise jusqu'à 20 heures 30 et édition de la nuit (22 heures 30), reprise jusqu'à 23 heures 30.
Parmi les autres programmes de la chaîne figurent Anninora (culture régionale et folklore), Piatti di Sardegna (cuisine) ou encore Pro Sardinia (découverte de la Sardaigne, de sa culture et de ses traditions). La chaîne retransmet également les événements importants de la région en direct, ainsi que certaines fêtes locales (Festa di Sant'Efisio à Cagliari, Sartiglia d'Oristano, Faradda di li candareri à Sassari...).

## Sources
- (it) Cet article est partiellement ou en totalité issu de l’article de Wikipédia en italien intitulé « Sardegna Uno » (voir la liste des auteurs).